# El álbum familiar
El álbum familiar es una obra de teatro de José Luis Alonso de Santos, estrenada en 1982.

## Argumento
De fuerte carácter simbólico, un hombre se adentra en sus recuerdos para llegar a conocerse a sí mismo. Ese hombre es José Luis, el adolescente que emprendió un viaje en tren acompañado del álbum familiar, con el trasfondo de la posguerra.

## Estreno
- Teatro María Guerrero, Madrid, 26 de octubre de 1982. 
  - Dirección: José Luis Alonso de Santos.
  - Escenografía: José Luis Verdes.
  - Intérpretes: Manuel Galiana, Fernando Delgado, Lola Cardona, Margarita García Ortega, José Segura, Eloísa Casas, Concha Hidalgo, José Vivó, Eduardo Calvo.